# Raf Tozzi
Raf Tozzi è una raccolta dei cantautori italiani Raf e Umberto Tozzi, uscita il 30 novembre 2018 su etichetta Sugar Music/Artist First.

## Descrizione
La raccolta contiene tutti i successi dei due artisti rimasterizzati per l'occasione. Contiene sia i successi di Raf come Self Control, Cosa resterà degli anni '80, Il battito animale, Sei la più bella del mondo e altri, che quelli di Tozzi come Ti amo, Tu, Gloria, Stella stai e Si può dare di più, nell'interpretazione di Umberto Tozzi in trio con Gianni Morandi ed Enrico Ruggeri. Inoltre contiene sia la versione del 1987 che del 2018 del successo Gente di mare.

## Tracce
CD 1
1. Raf – Self Control
2. Tozzi – Donna amante mia
3. Raf – Inevitabile follia
4. Tozzi – Io camminerò
5. Raf – Ti pretendo
6. Tozzi – Ti amo
7. Raf – Cosa resterà degli anni '80
8. Tozzi – Tu
9. Raf – Interminatamente
10. Tozzi – Gloria
11. Raf – Oggi un Dio non ho
12. Tozzi – Stella stai
13. Raf – Il battito animale
14. Tozzi – Notte rosa
15. Raf – Stai con me
16. Tozzi, Morandi e Ruggeri – Si può dare di più
17. Raf e Tozzi – Gente di mare (bonus track)

CD 2
1. Raf – Due
2. Tozzi – Se non avessi te (È la verità)
3. Raf – Sei la più bella del mondo
4. Tozzi – Immensamente
5. Raf – Dentro ai tuoi occhi
6. Tozzi – Gli altri siamo noi
7. Raf – Un grande salto
8. Tozzi – Gli innamorati
9. Raf – Vita, storie e pensieri di un alieno
10. Tozzi – Io muoio di te
11. Raf – Infinito
12. Tozzi – Il grido
13. Raf – Via
14. Tozzi – Aria e cielo
15. Raf – In tutti i miei giorni
16. Tozzi – Io mi chiamo blu
17. Raf e Tozzi – Gente di mare (New Version 2018, bonus track)

## Classifiche
| Classifica (2018) | Posizione massima |
| ----------------- | ----------------- |
| Italia            | 24                |